# 麥克加瓦 (加利福尼亞州)
麥克加瓦（英語：McGarva）是位於美國加利福尼亞州莫多克縣的一個非建制地區。該地的面積和人口皆未知。

## 地理
麥克加瓦的座標為41°17′17″N 120°33′41″W / 41.28806°N 120.56139°W，而該地的平均海拔高度為1334米（即4377英尺）。